# 蒙特利尔生态馆
蒙特利尔生态馆（法語：Biodôme de Montréal）位于加拿大魁北克省蒙特利尔Mercier–Hochelaga Maisonneuve社区的奥林匹克公园，游客可以在美洲的四个生态系统的复制品中穿行。这座建筑最初是为1976年夏季奥林匹克运动会建造，是一座拥有2600个座位的自行車場，举办了1976年夏季奥林匹克运动会自行车比赛和1976年夏季奥林匹克运动会柔道比赛。1989年，这座建筑开始改造，1992年，室内自然展览开幕。 
蒙特利尔生态馆是加拿大最大的自然科学博物馆群“生命空间”（Space for Life）的四个组成部分之一，其中还包括蒙特利尔昆虫馆、蒙特利尔植物园和力拓加铝天文馆。

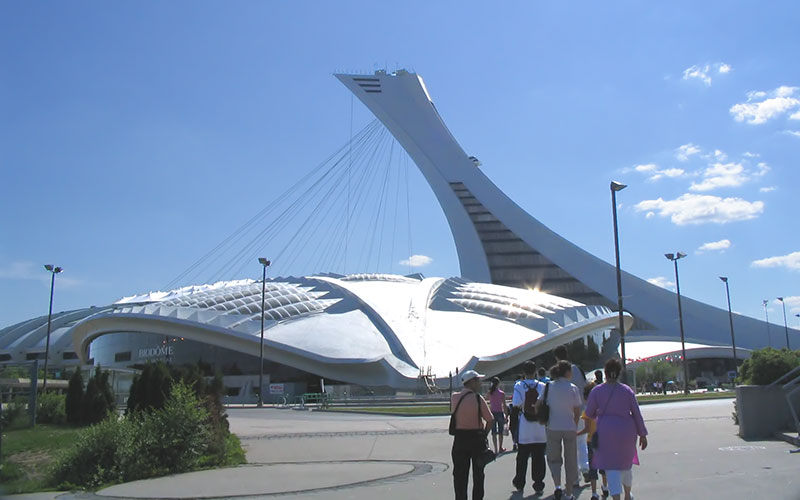
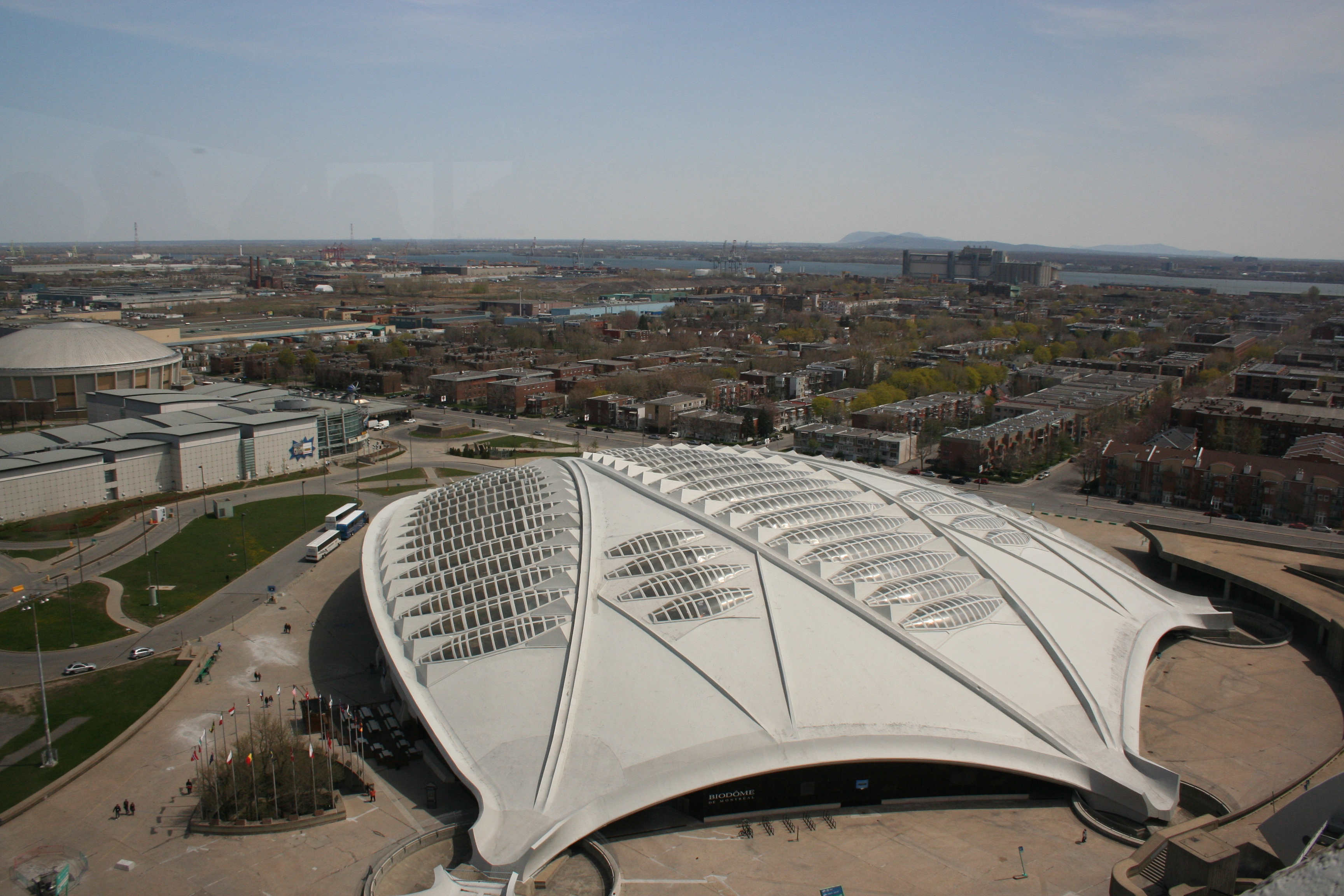
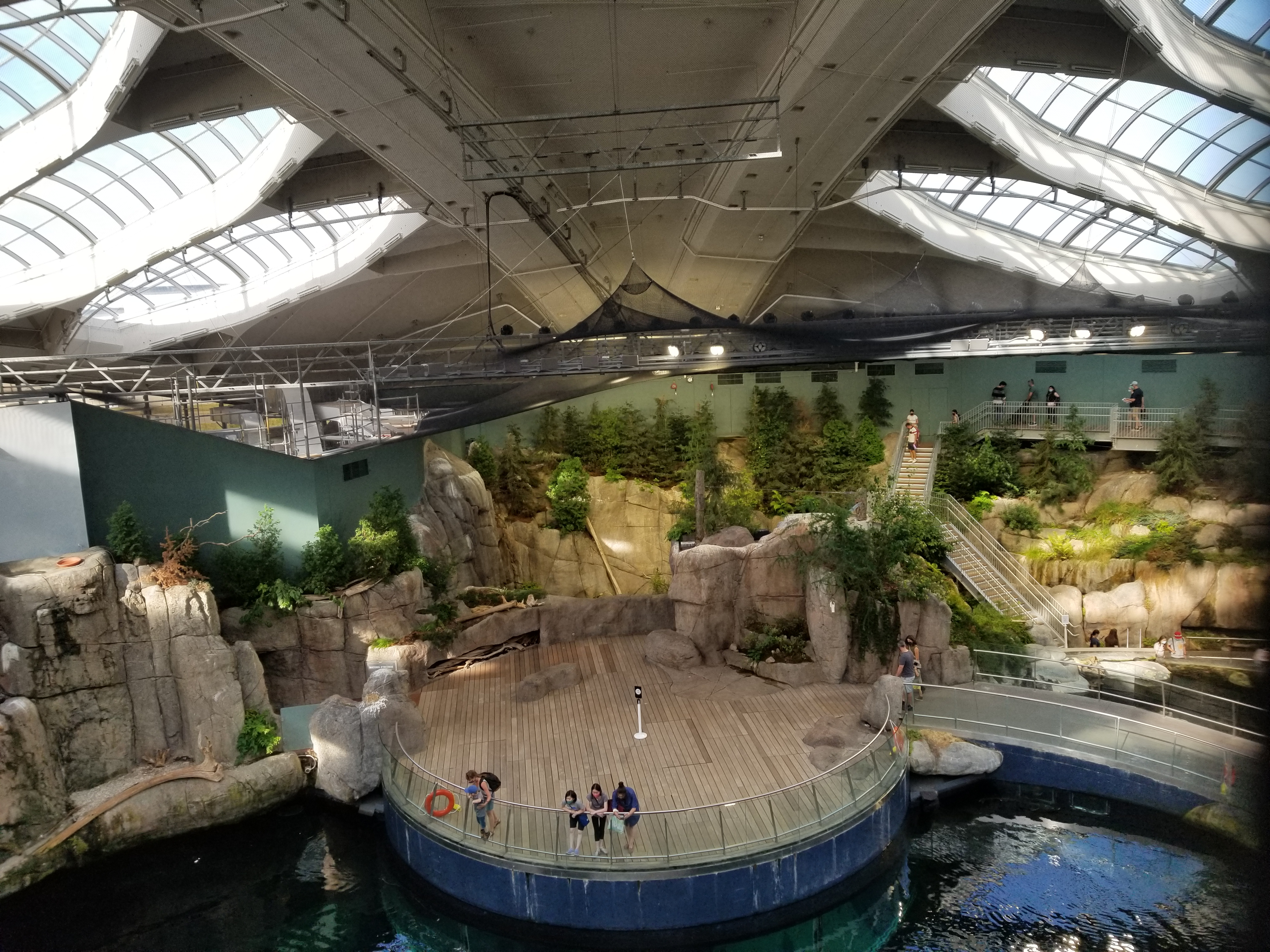
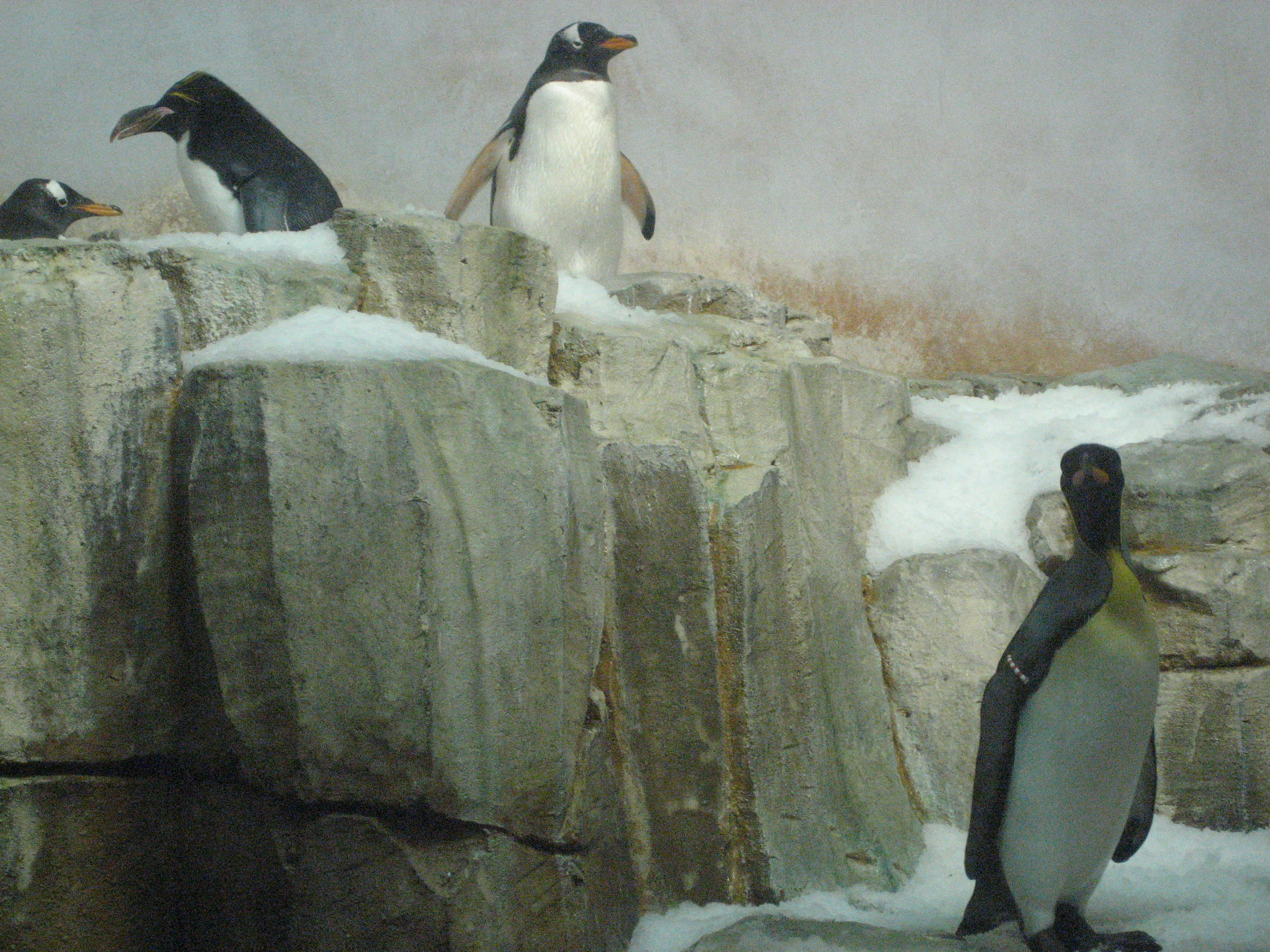
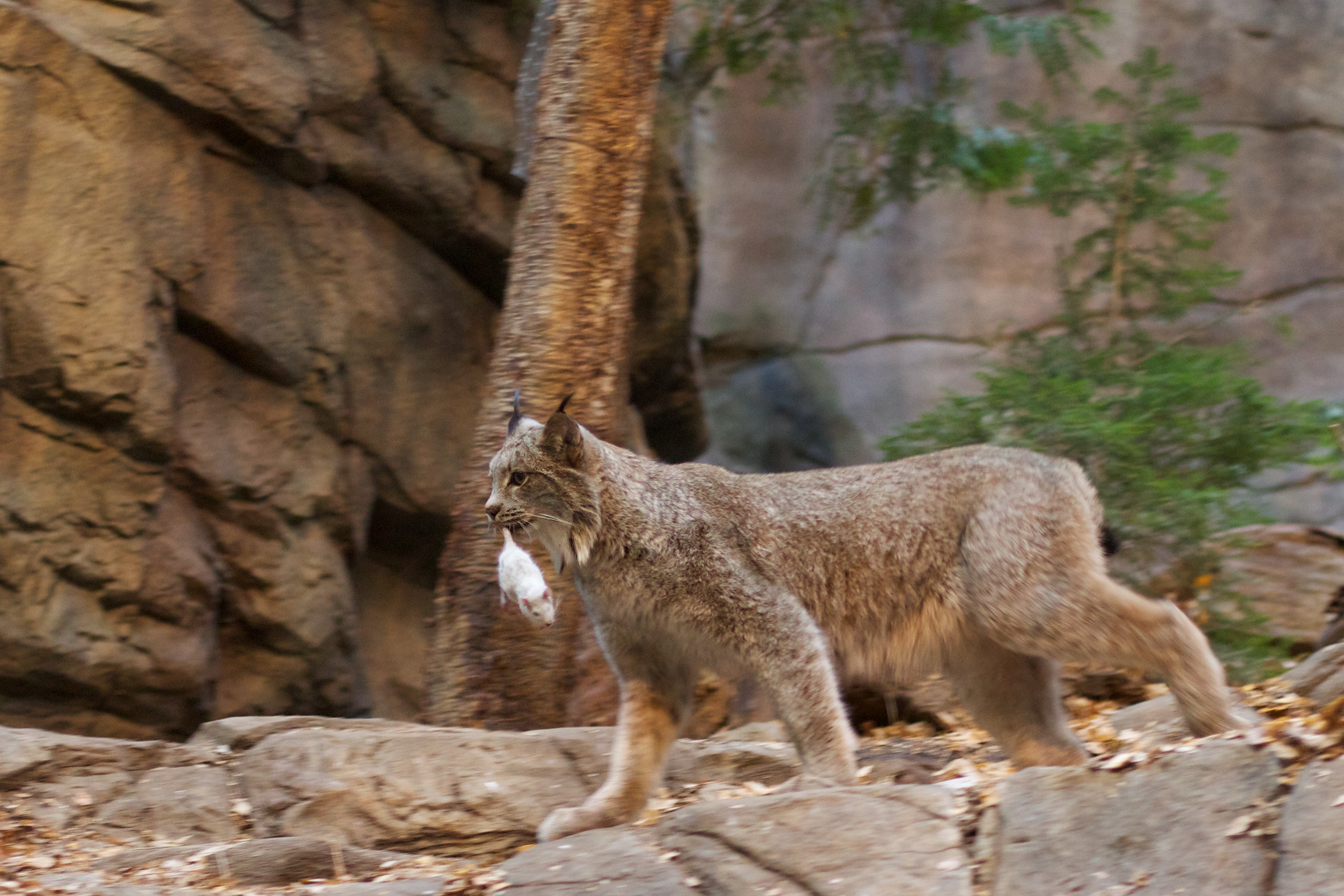